# Pădurea spânzuraților
Pădurea spânzuraților ("de hängdas skog") är en rumänsk dramafilm från 1965 i regi av Liviu Ciulei och med Victor Rebengiuc i huvudrollen. Den utspelar sig under första världskriget och handlar om en rumän som är löjtnant i Österrike-Ungerns armé, där han avrättar infångade desertörer men också själv överväger att desertera till den rumänska sidan. Filmen bygger på romanen De hängdas skog av Liviu Rebreanu. Handlingen är inspirerad av författarens bror Emil Rebreanu, som hängdes den 14 maj 1917 efter att ha försökt desertera.
Filmen tävlade vid filmfestivalen i Cannes 1965 där regissören Ciulei vann priset för bästa regi, Prix de la mise en scène.

## Medverkande
- Victor Rebengiuc som Apostol Bologa
- Anna Széles som Ilona
- Ștefan Ciubotărașu som Petre
- György Kovács som Von Karg
- Gina Patrichi som Roza
- Liviu Ciulei som Klapka
- Costache Antoniu som prästen
- George Aurelian som Domşa
- Emil Botta som Cervenko
- Constantin Brezeanu som advokaten
- Ion Caramitru som Petre Petre
- Toma Caragiu som kaptenen
- Nicolae Tomazoglu som doktorn
- András Csiky som Varga